# 中野希望
中野 希望（なかの のぞみ、本名：佐藤 希望（さとう のぞみ、旧姓：中野）、1986年7月3日-）は、日本の女子フェンシング（エペ）選手。

## 来歴
福井県武生市（現越前市）出身。2010年11月、アジア大会の同競技（個人）において銀メダルを獲得し、翌月越前市の市民栄誉賞に輝いた。
その後結婚し佐藤姓となるが、現役選手を続けている。
2020年東京オリンピックには女子エペ個人で出場し3回戦まで進出したもののエストニア選手に敗れて8強入りはならなかった。

## 競技歴
- 所属チーム

武生商業 → 日本体育大学 → 大垣共立銀行
- 戦績
  - 2007年 - 全日本フェンシング選手権大会優勝
  - 2009年 - 全日本フェンシング選手権大会準優勝、ユニバーシアードベオグラード大会 3位
  - 2010年11月 - アジア大会（広州市） 個人銀メダル、団体 金メダル
  - 2012年4月 - ロンドンオリンピックアジア・オセアニア最終予選 優勝[3][4]